# Formacja Santa Maria

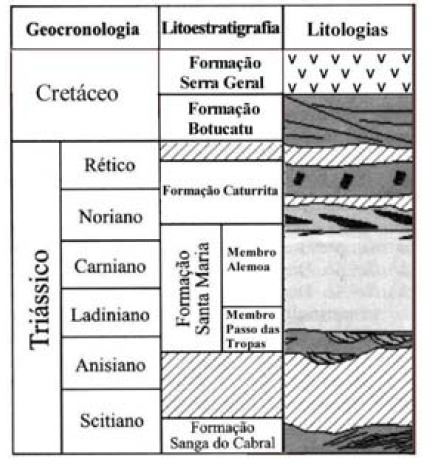
Formacja Santa Maria

Formacja Santa Maria (port. Formação Santa Maria) – formacja geologiczna składająca się ze skał osadowych, występująca w Rio Grande do Sul (Brazylia), w niecce Parany. Jej wiek oceniany jest na późny ladyn – wczesny karnik (trias środkowy – trias górny).

## Nazwa
Nazwa formacji pochodzi od miasta Santa Maria, gdzie skały te odkryto i opisano po raz pierwszy.

## Wiek
Wiek formacji na górny trias (ok. 220 mln lat) został oznaczony przez angielski paleontologa Arthura Smitha Woodwarda.

## Podział

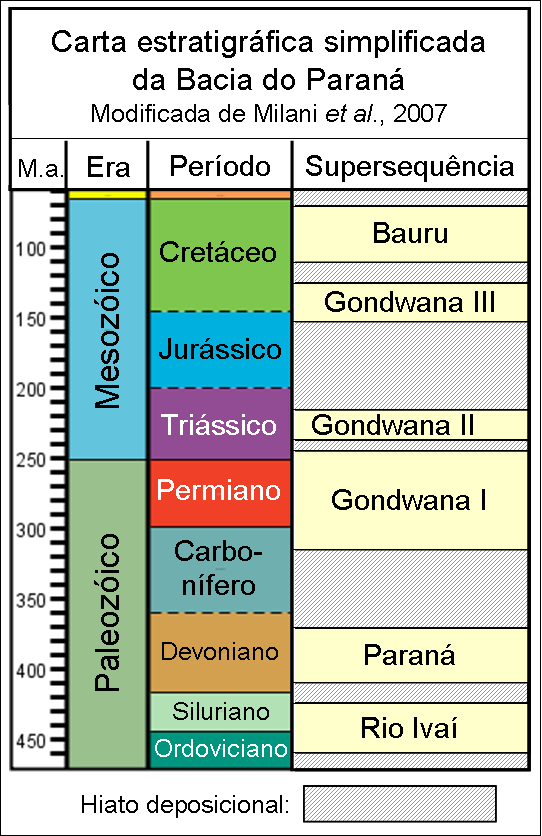
Stratygrafia niecki Parany (według Milaniego, 1997)

Miąższość formacji wynosi powyżej 50 m. Formacja Santa Maria składa się z dwóch ogniw (od góry):
- ogniwo Alemoa (port. Membro Alemoa)
- ogniwo Passo das Tropas (port. Membro Passo das Tropas)

## Położenie
Powyżej zalega formacja Caturrita (port. Formação Caturrita), a poniżej formacja Sanga do Cabral (port. Formação Sanga do Cabral).
Milani (1997) określił formację Santa Maria jako część supersekwencji Gondwana II (port. Supersequência Gondwana II).

## Skamieniałości
W osadach formacji Santa Maria znaleziono skamieniałości wczesnych dinozaurów, w tym herrerazaura Staurikozaur, bazalny dinozaur gadziomiedniczny Tejuwazu oraz bazalny zauropodomorf Saturnalia.

## Geopark
Formacja Santa Maria występuje w geoparku Paleorrota
.